# Castello di Le Rivau
Il castello di Rivau /ʁiˈvo/ (in francese château du Rivau) nacque nel XV secolo come fortezza e venne trasformato per usi domestici durante il Rinascimento.
Particolare castello della valle della Loira, in Francia, Rivau è citato da Rabelais, poeta protagonista del Rinascimento francese, come dono di Gargantua al capitano Tolmère, in ricompensa per le sue vittorie nelle guerre picrocoline.

## Storia
Nel 1429, alla fine della guerra dei cent'anni, Giovanna d'Arco venne a Rivau per prendere con sé i più bei cavalli del re di Francia.
Ancora oggi si possono visitare le monumentali stalle fortificate, uniche in Francia, famose fin dal Rinascimento per la qualità dei cavalli, costruite da Francois de Beauvau, proprietario di Rivau e capitano di Francesco I, nonché stalliere della corona di Francia.

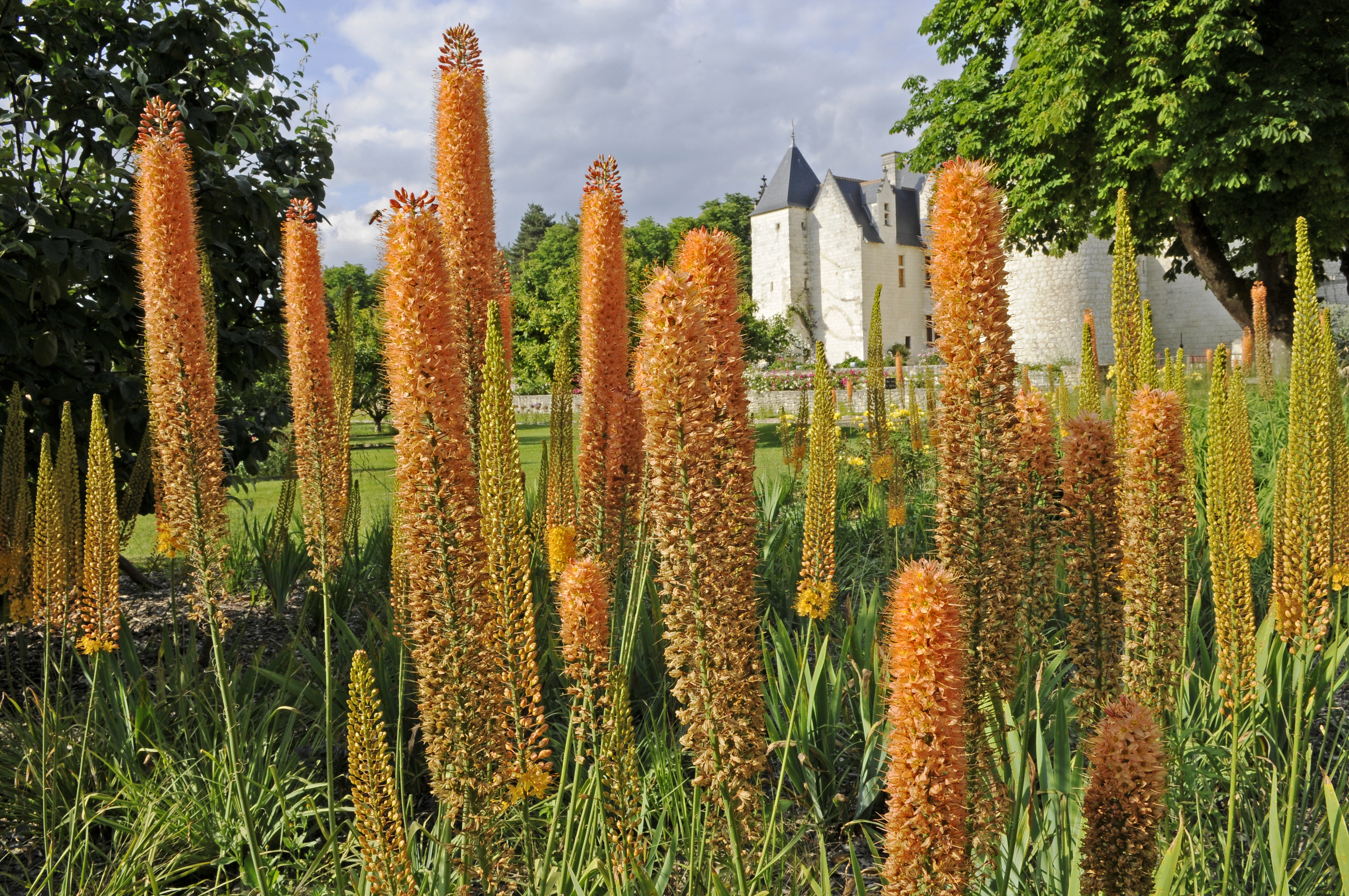
Château du Rivau

## Restauro
A partire dal 1992, i nuovi proprietari hanno intrapreso una campagna di restauro per riportare il castello all'antico fasto. La ristrutturazione ha coinvolto il castello, i 12 giardini e le famose stalle.
Il maestoso complesso rinascimentale ricalca con fedeltà i resti delle originarie fortificazioni.
Oggi Rivau è classificato come monumento storico e attira visitatori da tutto il mondo per la sua storia ma soprattutto per i suoi giardini.

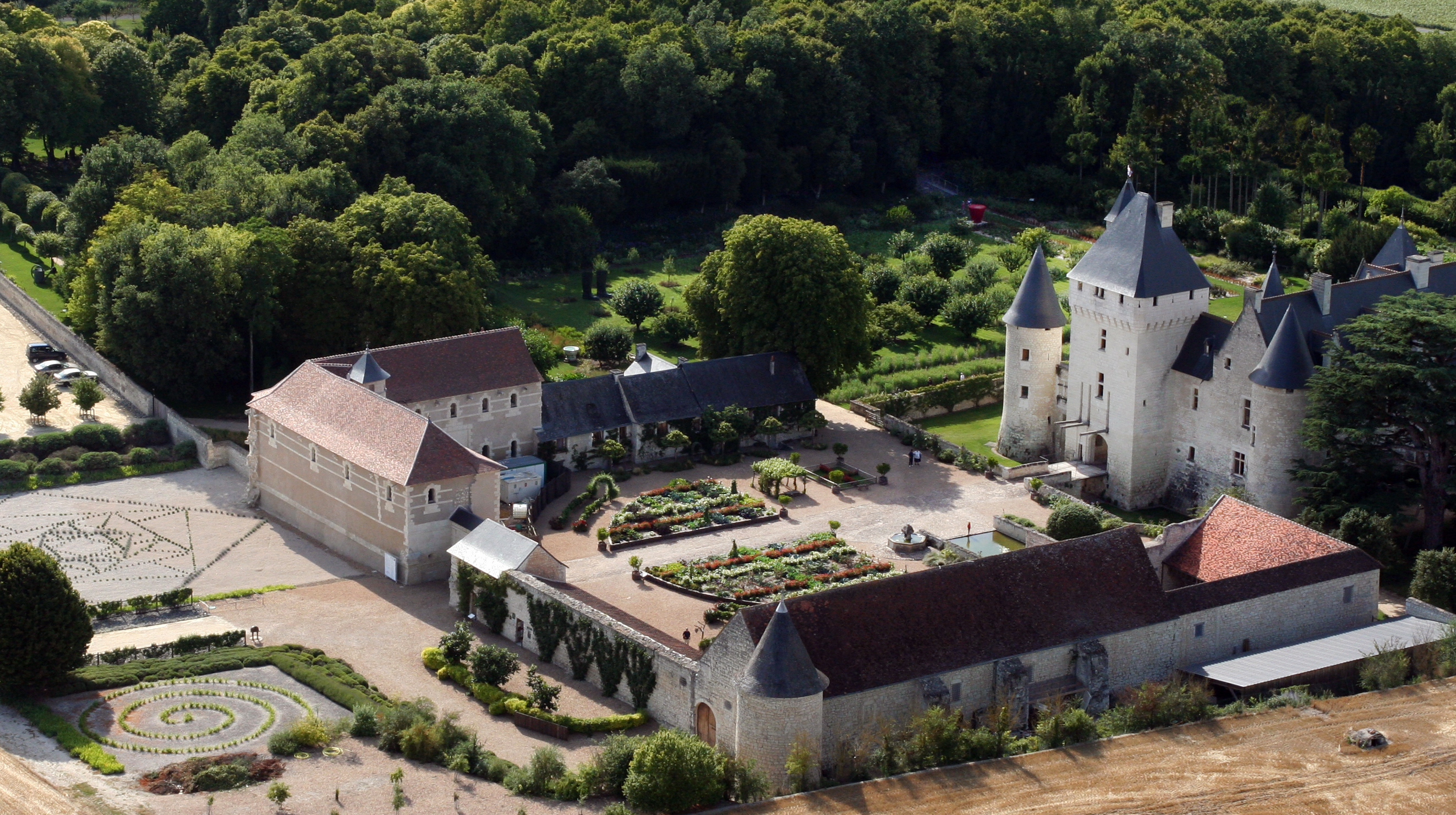
Château du Rivau

## Giardini di Fiabe
I 12 giardini dello Chateau du Rivau sono stati classificati "Jardin Remarquable", ovvero selezionati dal Ministero della Cultura tra i più bei giardini di Francia.
Le sue piante rare e la sua collezione di 300 varietà di rose, prodotte da famosi creatori come David Austin e André Eve, convivono in un'atmosfera contemporanea ricreata attraverso una collezione permanente di arte contemporanea e esposizioni di artisti viventi.
Tra gli artisti e cui opere animano la collezione del giardino di Rivau troviamo ad esempio Fabien Verschaere, Cat Loray, Jerôme Basserode, Frans Krajcberg, Philippe Ramette.

## Galleria d'immagini

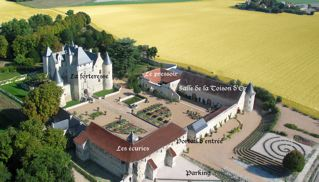
Veduta aerea
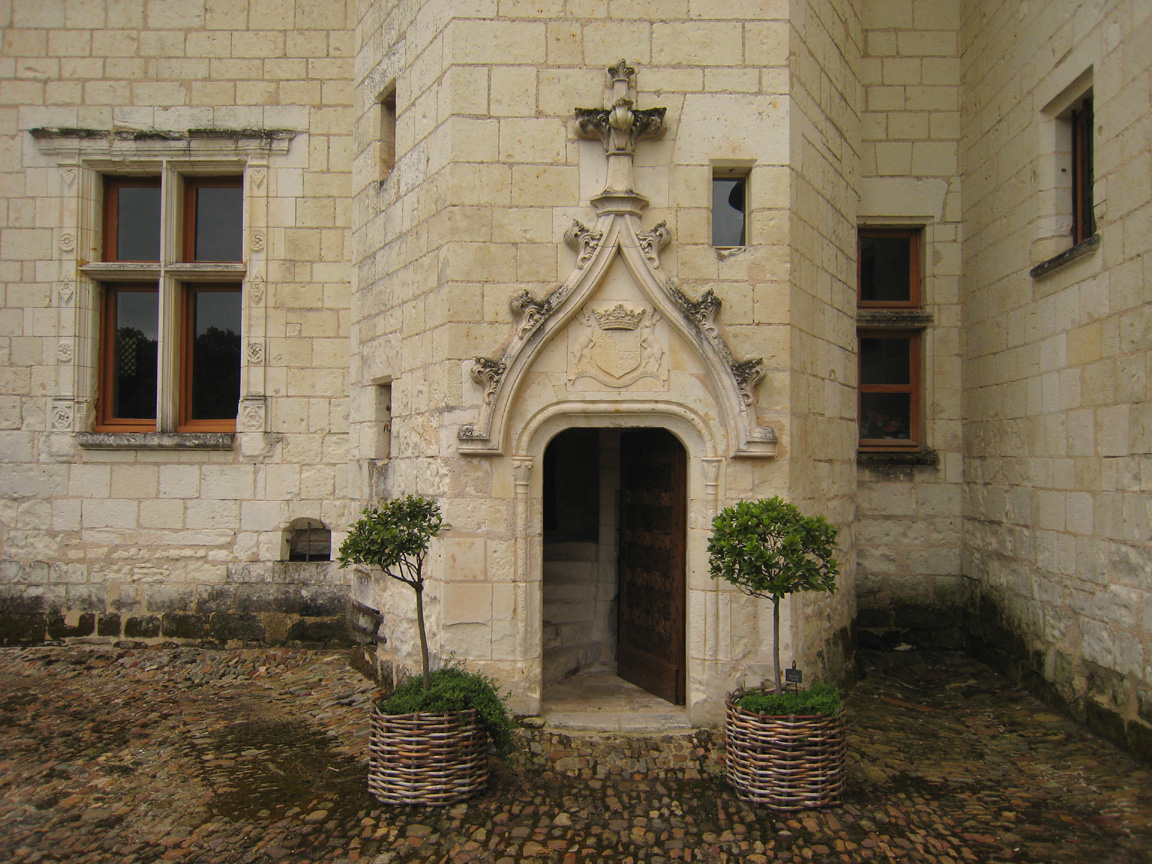
Ingresso al castello
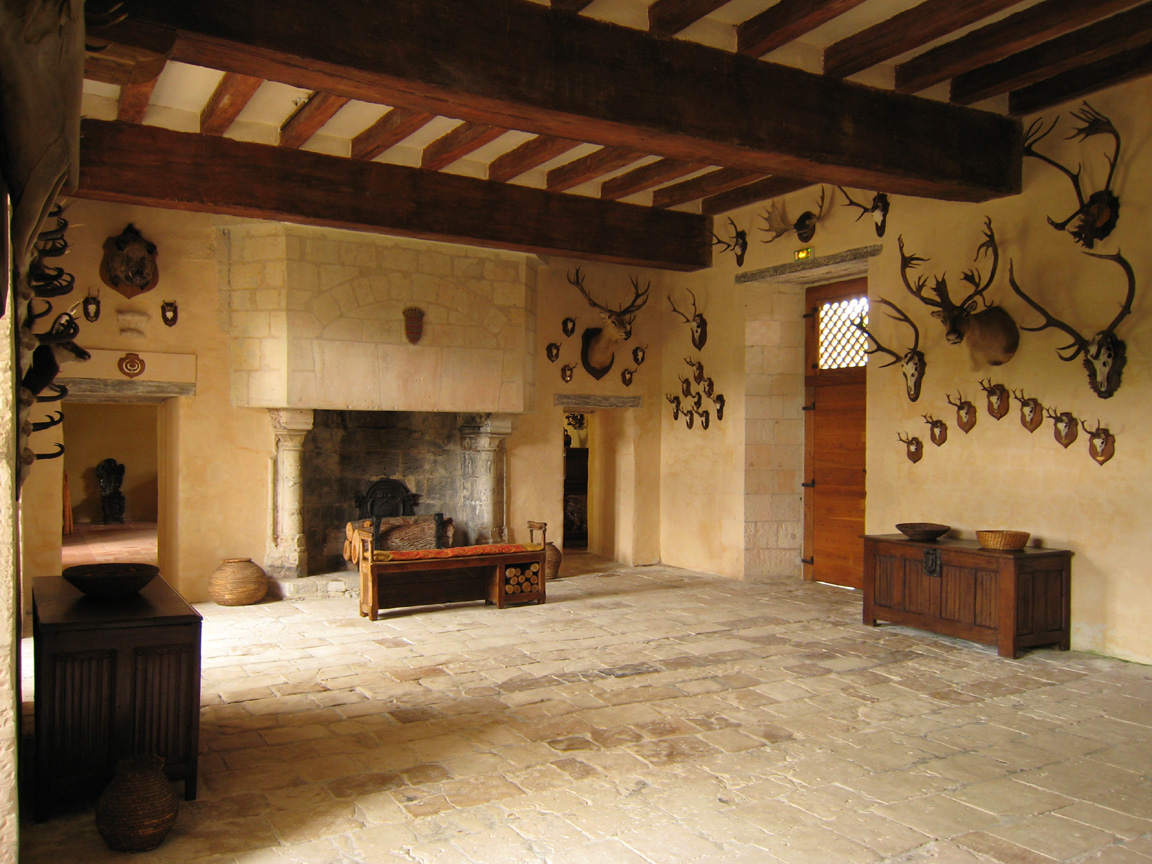
La Sala grande
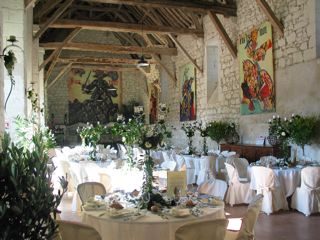
Sala del Toson d'oro